# Florentina Iușco
Florentina Costina Iușco (* 8. April 1996 in Deva als Florentina Costina Marincu) ist eine rumänische Leichtathletin, die sich auf den Weitsprung spezialisiert hat und auch im Dreisprung und im Sprint Erfolge feiert. Zudem ist sie eine ehemalige Bobfahrerin. 

## Karriere

### Karriere als Leichtathletin
Ihren ersten internationalen Wettkampf bestritt Florentina Iușco mit 16 Jahren bei den Halleneuropameisterschaften 2013 in Göteborg. Dort schied sie mit 5,98 m in der Qualifikation aus. Bei den Jugendweltmeisterschaften in Donezk gewann sie sowohl im Weitsprung, als auch im Dreisprung die Goldmedaille. Zudem belegte sie mit der rumänischen Sprintstaffel den fünften Platz bei der Team-Europameisterschaft in Dublin. Bei den Junioreneuropameisterschaften in Rieti schied sie in der Weitsprungqualifikation aus und belegte im Dreisprung den vierten Platz. Nach großen Entwicklungssprüngen 2014 verbesserte sich Iușco im Weitsprung auf 6,71 m. 2015 erfolgte die Teilnahme an den Halleneuropameisterschaften in Prag, bei denen sie die Bronzemedaille gewann. Im Finale verbesserte sie den europäischen Juniorenrekord von Heike Drechsler auf 6,79 m. Bei den Junioreneuropameisterschaften in Eskilstuna gewann sie mit windunterstützten 6,78 m die Goldmedaille. Im Dreisprung musste sie sich nur zwei Russinnen geschlagen geben und gewann 13,08 m die Bronzemedaille. Bei den Weltmeisterschaften in Peking schied sie in der Qualifikation ohne einen gültigen Versuch aus. Im Herbst gewann sie auch bei den Balkanmeisterschaften im Weitsprung die Goldmedaille. 2017 probierte sie sich im Bobsport aus und wurde sogleich 2018 mit der Pilotin Andreea Grecu Junioren-Weltmeisterin.
2018 kehrte sie zur Leichtathletik zurück und qualifizierte sich für die Europameisterschaften in Berlin, bei denen sie mit 6,17 m in der Qualifikation ausschied. Im Jahr darauf wurde sie bei den Halleneuropameisterschaften in Glasgow mit 6,49 m Achte und bei den Europaspielen in Minsk mit 6,44 m Sechste. Anschließend gewann sie bei der Sommer-Universiade in Neapel mit 6,55 m die Bronzemedaille hinter der Ukrainerin Maryna Bech-Romantschuk und Evelise Veiga aus Portugal. Im Oktober startete sie bei den Weltmeisterschaften in Doha, schied dort aber mit einer Weite von 6,22 m in der Qualifikation aus. Am 15. Februar 2020 startete sie in der Ataköy Athletics Arena in Istanbul bei den Balkan-Hallenmeisterschaften 2020 und sicherte sich mit einer Weite von 6,53 Metern die Goldmedaille im Weitsprung vor Milena Mitkowa aus Bulgarien und Milica Gardašević aus Serbien. Am 29. Februar 2020 startete sie in Bukarest bei den rumänischen Hallenmeisterschaften und sicherte sich mit einer Weite von 6,27 Metern den Meistertitel im Weitsprung. Einen Tag zuvor war sie zudem im 60-Meter-Lauf aktiv und schied dabei im Halbfinale aus. 2021 gewann sie bei den Balkan-Hallenmeisterschaften in Istanbul mit einem Satz auf 6,50 m die Bronzemedaille im Weitsprung und anschließend belegte sie bei den Halleneuropameisterschaften in Toruń mit 6,38 m den achten Platz im Weitsprung, während sie im Dreisprung mit 13,65 m in der Vorrunde ausschied. Ende Juni siegte sie mit 6,65 m im Weitsprung bei den Balkan-Meisterschaften in Smederevo und verfehlte kurz darauf bei den Olympischen Sommerspielen in Tokio mit 6,36 m den Finaleinzug.
2022 startete sie bei den Hallenweltmeisterschaften in Belgrad und gelangte dort mit 6,24 m auf Rang 14. Im Juni gewann sie bei den Balkan-Meisterschaften in Craiova mit 6,55 m die Silbermedaille hinter der Serbin Ivana Vuleta und im August schied sie bei den Europameisterschaften in München ohne einen gültigen Versuch in der Qualifikationsrunde aus. Im Jahr darauf verpasste sie bei den Halleneuropameisterschaften in Istanbul mit 6,37 m den Finaleinzug und 2024 siegte sie mit 6,64 m bei den Balkan-Hallenmeisterschaften in Istanbul. Ende Mai gewann sie bei den Balkan-Meisterschaften in Izmir mit 6,49 m die Silbermedaille im Weitsprung hinter der Bulgarin Plamena Mitkowa und im Dreisprung sicherte sie sich mit 14,19 m die Bronzemedaille hinter der Türkin Tuğba Danışmaz und Alexandra Natschewa aus Bulgarien. Kurz darauf wurde sie bei den Europameisterschaften in Rom mit 13,76 m Neunte im Dreisprung und verpasste im Weitsprung mit 6,58 m den Finaleinzug. 
In den Jahren von 2019 bis 2022 wurde Iușco rumänische Meisterin im Weitsprung im Freien sowie 2020 auch im Dreisprung. In der Halle siegte sie 2014 und 2015 im 60-Meter-Lauf, 2015, 2020 und 2024 siegte sie im Weitsprung sowie 2021, 2023 und 2024 im Dreisprung.

### Karriere als Bobfahrerin
Zur olympischen Saison 2017/18 wechselte Florentina Costina Iușco zum Bobsport und verstärkte das rumänische Bob-Team als Anschieberin. Ihren ersten internationalen Wettkampf absolvierte sie am 9. November 2017 als Anschieberin von Maria Adela Constantin beim Bob-Weltcup in Lake Placid und die beiden belegten dabei den 14. Platz. Am 1. und 2. Dezember startete sie als Anschieberin von Maria Adela Constantin im Europacup, welcher in Europa den Unterbau vom Weltcup bildet. Bei den beiden Wettbewerben in Königssee belegten sie jeweils den dritten Platz hinter den österreichischen Bob von Kathrin Beierl und den deutschen Bob von Christin Senkel.
Beim Bob-Europacup-Wettbewerb in La Plagne, welcher am 15. Dezember 2017 stattfand, wurde sie gemeinsam mit Maria Adela Constantin hinter den Bob von Christin Senkel und vor den Bob von Laura Nolte Zweite und erreichte damit ihr bestes Karriereresultat im Europacup. Ihr bestes Resultat im Weltcup konnte sie am 13. Januar 2018 gemeinsam mit Maria Adela Constantin erreichen, als die beiden in St. Moritz den zwölften Platz belegten. Beim Weltcup in Königssee startete sie nicht nur als Anschieberin von Maria Adela Constantin im Zweierbob, sondern auch im Viererbob. Im Viererbob waren neben ihr noch Beatrice Puiu und Teodora Andreea Vlad als Anschieberinnen aktiv. Gemeinsam belegten sie den 24. und letzten Platz.
Am 27. Januar 2018 startete sie gemeinsam mit Andreea Grecu in St. Moritz bei den Juniorenweltmeisterschaften und die beide konnten vor den beiden deutschen Bobs von Laura Nolte und Kim Kalicki Junioren-Weltmeisterinnen werden. Zwar qualifizierte sich Maria Adela Constantin für die Olympischen Winterspiele 2018 in Pyeongchang. Als Anschieberin von ihrem Bob wurde aber nicht Florentina Costina Iușco nominiert, sondern Andrea Grecu. Nach nur einer Saison im Bobsport beendete Florentina Costina Iușco ihre Karriere und richtete ihren Fokus wieder auf die Leichtathletik.

## Dopingsperre
Am 23. April 2023 wurde bei Florentina Iușco außerhalb eines Wettkampfes eine Dopingkontrolle durchgeführt und sowohl in der A- als auch in B-Probe wurde dabei Furosemid nachgewiesen. Am 1. Februar 2024 entschied eine Anhörungskommission der nationalen Anti-Doping-Organisation von Rumänien (RUNADA), sie nur mit einer Rüge zu bestrafen und von einer Strafe abzusehen. Gegen diese Entscheidung zog die Welt-Anti-Doping-Agentur (WADA) vor den Internationalen Sportgerichtshof (CAS). Am 25. Juli 2024 kippte das Gericht die angefochtene Entscheidung und verhängte gegen Florentina Iușco eine zweijährige Sperre beginnend am 1. Februar 2024. Zudem werden auch ihre Ergebnisse, welche sie zwischen den 23. April 2023 und dem 24. Juli 2024 erzielt hat, annulliert. Darunter fallen drei nationale Meistertitel, die Goldmedaille im Weitsprung bei den Balkan-Hallenmeisterschaften 2024 sowie die Silbermedaille im Weitsprung und die Bronzemedaille im Dreisprung bei den Meisterschaften 2024.

## Persönliche Bestleistungen
- 100 Meter: 11,55 s (+0,7 m/s), 26. Juli 2018 in Pitești
- 60 Meter (Halle): 7,40 s, 15. Februar 2014 in Bukarest
- Weitsprung: 6,92 m (+1,8 m/s), 31. Juli 2019 Pitești
- Dreisprung: 14,25 m (+0,5 m/s), 18. Mai 2024 in Craiova

## Privates
Nach ihrer Hochzeit nahm sie den Namen Iușco an.